# Arachis praecox
Arachis praecox är en ärtväxtart som beskrevs av Antonio Krapovickas och Al. Arachis praecox ingår i släktet jordnötter, och familjen ärtväxter. Inga underarter finns listade i Catalogue of Life.